# Штемпель, Наталья Евгеньевна
Наталья Евгеньевна Штемпель (25 августа (7 сентября) 1908 [25 августа по старому стилю], Воронеж — 28 июля 1988, Воронеж) —
одна из ближайших знакомых О. Э. Мандельштама в период воронежской ссылки, адресат нескольких его стихотворений.
Сохранила «Воронежские тетради» — рукопись стихотворений поэта 1935—1937 годов.

## Биография
Родилась в дворянской семье, принадлежащей к потомкам баронов фон Штемпель.
В 1930 году закончила литературно-лингвистическое отделение педагогического факультета Воронежского университета, где занималась под руководством профессора П. Л. Загоровского.
С 1935 по 1971 год преподавала русский язык и литературу в Воронежском авиационном техникуме.
В начале сентября 1936 года Н. Штемпель познакомилась с О. Э. и Н. Я. Мандельштамами, с которыми быстро подружилась.
Несколько стихотворений О. Э. Мандельштама этого периода связаны с различными эпизодами их знакомства, «Оттого все неудачи…», «На доске малиновой, червонной…», «Я к губам подношу эту зелень…», «Клейкой клятвой липнут почки…», «На меня нацелилась груша да черёмуха…».
Два стихотворения прямо посвящены Н. Е. Штемпель: «К пустой земле невольно припадая…» и «Есть женщины, сырой земле родные…» (май 1937).
Собираясь покинуть Воронеж в конце мая 1937 года, Мандельштамы оставили ей «три больших блокнота», в которых были записаны все воронежские стихи и ненапечатанные стихи 1932—1934 годов.
Н. Штемпель навещала Мандельштамов после их отъезда из Воронежа, в поселке Савёлово на Волге и в Калинине.
Узнав об аресте Мандельштама, она опасалась обыска и собственного ареста, но всё же сохранила тетради.
Получив известие о гибели Осипа Эмильевича, Надежда Яковлевна одной из первых сообщила об этом Н. Штемпель, и та поспешила приехать.
Вскоре после этого она ездила к Анне Ахматовой в Ленинград с письмом Надежды Яковлевны, поскольку та боялась доверить его почте.
Когда летом 1942 года фронт подошёл к Воронежу, Н. Штемпель покинула город пешком, унося с собой тетради Мандельштама.
После войны Н. Я. Мандельштам разыскала Н. Е. Штемпель в Воронеже, не надеясь на сохранность тетрадей, но всё оказалось в целости.
Дружеские отношения между Н. Е. Штемпель и Н. Я. Мандельштам сохранялись до самой смерти вдовы поэта.